# Richard Warwick
Richard Warwick (nascido Richard Carey Winter; 29 de abril de 1945 – 16 de dezembro de 1997) foi um ator inglês.
Ele nasceu Richard Carey Winter, o terceiro de quatro filhos, em Meopham, Kent, e fez sua estreia no cinema na produção de Romeu e Julieta de Franco Zeffirelli, em 1968, no papel de Gregório. Os filmes subsequentes incluíram Se...., Nicholas and Alexandra e o primeiro filme de Derek Jarman, Sebastiane.
Na televisão, ele era mais conhecido por seus papéis na sitcom Please Sir!, como um dos colegas professores do personagem principal, e na comédia da London Weekend Television A Fine Romance, como cunhado da personagem de Judi Dench. Ele também interpretou Uncas na série de televisão The Last of the Mohicans (1971). Seu último papel foi como John (o servo) na adaptação de Jane Eyre de Zeffirelli em 1996.
Ele morreu em 16 de dezembro de 1997, aos 52 anos, de uma doença relacionada à AIDS. Em um obituário, The Daily Telegraph citou o diretor de Se... Lindsay Anderson: "Nunca conheci um jovem ator como Richard! Sem um toque de vaidade, completamente natural, mas sempre concentrado, ele ilumina cada quadro do filme em que aparece."

## Filmografia
| Ano  | Título                           | Personagem                       | Notas                    |
| ---- | -------------------------------- | -------------------------------- | ------------------------ |
| 1968 | Romeu e Julieta                  | Gregório                         |                          |
| 1968 | Se....                           | Wallace: Cruzados                |                          |
| 1969 | The Bed Sitting Room             | Allan                            |                          |
| 1969 | The Vortex                       | Nicky                            | Telefilme                |
| 1970 | Erste Liebe                      | Tenente Belovzorov               |                          |
| 1970 | The Breaking of Bumbo            | Bumbo                            |                          |
| 1971 | Nicholas and Alexandra           | Grão-duque Dmitri                |                          |
| 1972 | Alice's Adventures in Wonderland | 7 de Espadas                     |                          |
| 1975 | Confessions of a Pop Performer   | Petal (Kipper)                   |                          |
| 1976 | Sebastiane                       | Justin                           |                          |
| 1978 | International Velvet             | Tim                              |                          |
| 1978 | Mannen i skuggan                 | Tornilla                         |                          |
| 1979 | The Tempest                      | Antônio, seu irmão               |                          |
| 1982 | My Favorite Year                 | Diretor Técnico                  |                          |
| 1984 | Johnny Dangerously               | Prisioneiro                      |                          |
| 1990 | White Hunter Black Heart         | Basil Fields, parceiro britânico |                          |
| 1990 | Hamlet                           | Bernardo                         |                          |
| 1992 | The Lost Language of Cranes      | Frank                            |                          |
| 1996 | Jane Eyre                        | John                             | (último papel no cinema) |